# 武藏曲線
武藏曲線是由2004年日本新力索尼（Sony）中村研究所的所長中村末廣所創。
根據該研究所對日本的製造業進行調查，發現製造業的業務流程中，“組裝、製造”階段的流程有較高的利潤，而“零件、材料”以及“銷售、服務”的利潤反而較低。
如此，若以利潤高低為縱軸，以業務流程的橫軸，將上述的調查結果繪成曲線，將可以得到一個「左右位低、中間位高」的曲線，此即稱為“武藏曲線”，此一曲線與另一個知名理論：微笑曲線在特性表現上全然相反。
中村末廣之所以將此特性命名為武藏曲線，主要是因為日本劍聖宮本武藏曾發創了名為“二刀流”的劍術，此曲線一刀掌握了市場的變化確定出最佳的出貨，另外一刀對材料和零部件進行最佳採購，這兩刀可以減少庫存從而改善收益，就如同二刀流。當此劍術施展時的初始姿勢，即是左右手各持一把刀劍，此時兩把刀劍所合成的形影就像是一個拱橋，與此曲線相近，此曲線就因此得名武藏曲線。

## 相關參見
- 微笑曲線

## 外部連結
- 什麼是日本製造業致勝的模式？--從製造業白皮書看部材產業的競爭力 - 2005年9月9日